# Майрбергер, Карл
Карл Майрбергер (нем. Karl Mayrberger; 9 июня 1828, Вена — 23 сентября 1881, Прессбург) — австрийский композитор и музыкальный теоретик.
Учился у Готфрида фон Прейера, через которого унаследовал теоретические взгляды Симона Зехтера; испытал также определённое влияние Морица Гауптмана. Одновременно изучал философию и право в Венском университете. Руководил хором в городе Брукк-ан-дер-Мур, в 1866 году возглавил лидертафель в Прессбурге (ныне Братислава), с 1871 года профессор музыки в педагогическом институте, преподавал также в духовной семинарии. Среди его приватных учеников, в частности, Геза Зичи. С 1869 года и до конца жизни возглавлял Общество церковной музыки — хоровой коллектив при Соборе Святого Мартина; во главе этого коллектива исполнял хоровую музыку Франца  Шуберта, Роберта  Шумана, Ференца Листа и Рихарда Вагнера.
Автор оперы «Мелузина» (1876), шуточной оперы «Похищение принцессы Европы» (нем. Die Entführung der Prinzessin Europa; 1868), музыки к драме Адама Эленшлегера «Ирса», церковной музыки, хоров и песен (в частности, на стихи Гейне и Эйхендорфа). Опубликовал также учебное пособие «Диатоническая гармония мажора» (нем. Die diatonische Harmonie in Dur; 1878) и книгу «Гармония Рихарда  Вагнера» (нем. Die Harmonik R. Wagners; 1882). Утверждается, что сам Вагнер был доволен теоретической трактовкой, которую Майрбергер дал его Тристан-аккорду.